# 동진 공제
진 공황제 사마덕문(晉 恭皇帝 司馬德文)은 중국 동진의 제11대이자 마지막 황제이다. 효무제 사마요의 아들이며 안제 사마덕종의 아우이다. 유유에게 선양한 이후 작위는 영릉왕(零陵王)이다.

## 생애

### 안제 시기
안제의 동복동생으로 태어난 공제는 중증의 지적장애를 지닌 형을 정성껏 돌봐서 인망을 크게 얻었다. 안제를 대신하여 직무는 숙부인 회계왕 사마도자가 맡았다. 그러나 사마도자는 귀신에 빠져서 일을 아예 안하며 주색에 여념이 없었다. 결국 할 수 없이 399년에 사마도자의 아들인 사마원현으로 직무대리를 시켰는데 일단 사마원현은 능력 자체는 뛰어났으나 인격이 잔학무도하고 행실이 엉망이였다. 또한 사마원현은 돈까지 밝혀서 간신배들에게 뇌물을 받아먹고 나라를 어지럽혔다. 이로 인하여 손은의 난이 발발했으며 환온의 아들로 형주자사 겸 강주자사인 환현도 덩달아 난을 일으켰다. 환현은 사마도자와 사마원현 부자의 목을 베어 그 수급을 자기가 타고 온 배에 효수했다. 그 직후 바로 안제를 생포했다. 이때 사마덕문은 형과 함께 체포되었다.
403년에 안제는 환현에게 협박당해서 강제로 그에게 제위를 선양하고 평고왕으로 강등당했다가 404년 유유가 환현을 격파하고 안제를 복위시켰다. 이후 동진은 사실상 유유가 통치하는 형국이 되었고 유유는 유목지에게 내정을 맡기고 원정을 떠났는데 유목지가 사망하자 이 원정은 흐지부지 되어 유유는 그냥 중앙에 되돌아왔다. 이런 상황이 되자 유유의 인망이 땅으로 떨어지고 백성들이 불쌍한 사마덕종의 편에 서기 시작하자 유유는 이대로 뒀다간 안되겠다 싶어서 안제를 죽일 기회를 노리고 있었는데 얼마 후 사마덕문이 깊은 병에 걸려 앓아눕게 되었다. 유유는 이때를 틈타서 사마덕문이 손쓸 틈을 주지 않고 중서시랑 왕소지에게 지시하여 사마덕종을 교살시켰다.

### 황제 즉위
형 사마덕종이 사망하자 형의 뒤를 이어 동진의 11대 황제가 되었으나 형인 사마덕종과 마찬가지로 유유의 괴뢰황제였다. 그렇기 때문에 사마덕문이 마음대로 할 수 있는게 전혀 없었고 동진은 사실상 유유가 지배했다. 결국 제위 2년 만인 420년 유유에게 선양하고 영릉왕으로 작위가 강등되었다.

### 선양 이후
하지만 유유는 이에 만족하지 않고 후환을 없애기 위해 낭야낭중령 장위에게 독을 잔뜩 섞은 술단지를 쥐어준 뒤 이것을 사마덕문에게 먹여 자결하도록 조치했다. 그러나 장위는 "이렇게 착한 황제를 독살하는 건 인간이 할 짓이 못된다."고 하면서 그 술을 자기가 먹고 자결함으로써 사마덕문을 대신해 죽었다.
이에 유유는 사마덕문의 아들이 태어날 때마다 사람을 시켜 죽였고 이 때문에 사마덕문은 두려운 나머지 항상 저영원과 같이 지냈다. 이 때문에 전혀 손을 쓰지 못하고 있던 유유는 저영원의 오빠인 저숙도와 저담지 형제를 보내서 저영원과 만나게 했다. 저영원은 오빠들을 만나기 위해 별실로 가는 사이 이 기회를 노리고 있던 유유의 병사들은 사마덕문을 붙잡고 자결을 강요하자 사마덕문은 "불교에서는, 자살하면 인간으로 환생할 수 없으니 내가 죽기를 원한다면 살해해주게."라 말했다. 이에 병사들은 사마덕문에게 이불을 뒤집어 씌워서 질식사시켰다.

## 인간성
사마덕문은 아주 독실한 불교 신자로서 6척 높이의 금불상을 제작하여 친히 와관사까지 10여 리를 걸으면서 금불상을 맞이했다. 또한 성품이 신중하고 선량해서 지적장애를 앓고있는 형 사마덕종을 평생동안 돌봐줬다. 이러한 사마덕문의 훌륭한 인품 덕에 장위와 같이 그를 대신해서 죽는 사람이 생길 정도였다.

## 기년
| 공제        | 원년            | 2년        |
| ----------- | --------------- | ---------- |
| 서력 (西曆) | 419년           | 420년      |
| 간지 (干支) | 기미(己未)      | 경신(庚申) |
| 연호 (年號) | 원희(元熙) 원년 | 2년        |